# Wall Ferraz
Wall Ferraz là một đô thị thuộc bang Piauí, Brasil. Đô thị này có diện tích 264,71 km², dân số năm 2007 là 4504 người, mật độ 17,01 người/km².